# Joaquín Villanueva
Joaquín Villanueva Carrillo (Mendoza, Argentina, 28 de junio de 1831 - íd.,  13 de enero de 1906) fue un político argentino, gobernador de la provincia de Mendoza entre el 16 de noviembre de 1876 y el 26 de noviembre de 1877.

## Biografía
Hijo del coronel unitario José María Villanueva, se educó en Copiapó, Chile, donde su familia vivía exiliada.
Regresó a Mendoza algún tiempo después de la batalla de Caseros, y se dedicó al comercio; se unió al partido liberal de su provincia, que llegó al poder después de la batalla de Pavón. En 1862 fue jefe de policía de su provincia, durante el gobierno de Luis Molina, y siguió en ese cargo hasta la Revolución de los Colorados, de fines de 1866. En ese carácter, fue también miembro del Consejo de Guerra que juzgó a los montoneros de las fuerzas de Francisco Clavero y del puntano Fructuoso Ontiveros.
En 1867 fue nombrado simultáneamente fiscal y diputado provincial; eligió este último cargo, con el que se inició en la política partidaria. Fue miembro y más tarde presidente del consejo municipal de Mendoza, cargo que por un tiempo compartió con el de inspector general de riego de la provincia. En 1874 volvió a ser diputado provincial, durante el gobierno de Francisco Civit.
Desde 1869 hasta 1881, dominaron la política provincial su hermano Arístides Villanueva, gobernador desde 1870, y su sucesor, Francisco Civit. Arístides fue elegido senador nacional en 1876, e hizo elegir gobernador a Joaquín Villanueva.
Intentó promover – sin éxito – la constitución provincial, y avanzó mucho en las leyes de educación, acercándose a la de educación común nacional, que sería asunto de la década siguiente. Dejó el gobierno en diciembre de 1877, y su sucesor fue el opositor mitrista Julio Gutiérrez.
En 1878 fue diputado provincial, y más tarde gerente del Banco de la Provincia de Mendoza. Por tres veces fue diputado nacional, firme aliado de los presidentes autonomistas: de 1878 a 1882, de 1896 a 1900, y de 1902 a 1906.
Falleció en Mendoza en enero de 1906.
| Precedido por: Elías Villanueva (interino) | Gobernador de la Provincia de Mendoza 1876 - 1877 | Sucedido por: Julio Gutiérrez |